# البسيتين (القصيم)
 مركز البسيتين (سابقًا الصليبية) هو مركزٌ إداريٌ يتبع محافظة عيون الجواء في منطقة القصيم، بوسط المملكة العربية السعودية.

## التاريخ
تعتبر البسيتين بوابة القصيم الشمالية الغربية وهي آخر مركز حدودي لمنطقة القصيم مع حائل بمسافة حدودية تتجاوز الـ 70كم تقريباً أسسها الأمير / رديني بن شعلان بن مشلوط شيخ قبيلة الهواملة من مزينة في عام 1373هـ بموجب إقطاع من ولاة الأمر وقد سميت بهذا الاسم( الاسم السابق ) لصلابة أرضها وعدم القدرة على إستثمارها زراعياً لوقوعها في منطقة الدرع العربي وأرضها تنقسم لقسمين قسم يقع بالدرع العربي (الهجرة القديمة) والقسم الآخر يقع على ضفاف وادي الترمس وهي منطقة زراعية مترامية الأطراف
تولى امارتها الشيخ / خالد بن كساب بن مشلوط في عام 1422 هجري بعد وفاة والده.وتتوفر المياة وقرب مستواها هو مايميزها إذ يبلغ عمقها 300م تقريباً وهي غير مكلفة للمزارع ولذلك تجد الزارعة مستمرة وأنعكس ذلك اقتصادياً من حيث البناء والأستثمار والجذب وتعتبر الزراعة المهنة الأولى للسكان وقد اشتهرت في الفترة الأخيرة بزراعة العنب حتى أصبحت من أكثر مراكز المنطقة إنتاجاً وتصديراً.

## مهرجان العنب
مهرجان العنب أقيم في مركز البسيتين في منطقة القصيم، وسط إقبال كبير، وتم من خلاله بيع كميات ضخمة جاوزت 200 طن، بقيمة سوقية تفوق 150 ألف ريال. وكشفت مزارع البسيتين «90 كلم شمال بريدة» عن أنواع كثيرة من العنب مثل «البناتي والحلواني والطائفي والفليم والسبرير»، وتراوحت الأسعار ما بين 20 و 40 ريالاً، تم بيع الكميات المنتجة على المستهلكين في موقع المهرجان الذي جهز بمظلة بلغت مساحتها 400 متر مربع، تضم 74 مبسطاً.

## السكان
يبلغ عدد سكان البسيتين حوالي 5,000 نسمة، وسكانه الهواملة من قبيلة مزينة

## الموقع الجغرافي
تقع شمال منطقة القصيم وهي على طريق حائل القصيم السريع وتبعد عن مدينة بريدة حوالي 105 كم , وعن محافظة عيون الجواء حوالي 82 كم.

## المناخ
المناخ قاري صحراوي، حار جاف صيفًا بارد مُمطر شتاء، وتبلغ درجة الحرارة صيفًا 45°م، وفي الشتاء تصل 3- مادون الصفر ومتوسط سقوط المطر 145 ملم.